# Óscar Zambrano
Óscar Steven Zambrano Preciado (Santo Domingo, 20 aprile 2004) è un calciatore ecuadoriano, centrocampista dell'Hull City in prestito dall'LDU Quito.

## Carriera

### Club
Zambrano ha iniziato a giocare a calcio nella squadra della sua città, il Colorados Jaipadida, da cui è in seguito passato all'LDU Quito.
Nel 2021 ha ricevuto alcune convocazioni in prima squadra, ottenendo la promozione definitiva solamente nella stagione seguente. Ha debuttato in Primera Categoría Serie A il 9 aprile 2022 contro il Cumbayá ed il 22 ottobre ha realizzato la sua prima rete, contro il Macará.

### Nazionale
Nel 2023 è stato convocato dalla nazionale Under-20 ecuadoriana per il campionato sudamericano e per il campionato mondiale di categoria.

## Statistiche

### Presenze e reti nei club
Statistiche aggiornate al 23 giugno 2023.
| Stagione        | Squadra         | Campionato      | Campionato | Campionato | Coppe nazionali | Coppe nazionali | Coppe nazionali | Coppe continentali | Coppe continentali | Coppe continentali | Altre coppe | Altre coppe | Altre coppe | Totale | Totale |
| Stagione        | Squadra         | Comp            | Pres       | Reti       | Comp            | Pres            | Reti            | Comp               | Pres               | Reti               | Comp        | Pres        | Reti        | Pres   | Reti   |
| --------------- | --------------- | --------------- | ---------- | ---------- | --------------- | --------------- | --------------- | ------------------ | ------------------ | ------------------ | ----------- | ----------- | ----------- | ------ | ------ |
| 2022            | LDU Quito       | A               | 13         | 1          | CE              | 2               | 0               | CS                 | 2                  | 0                  |             | -           | -           | 17     | 1      |
| 2023            | LDU Quito       | A               | 9          | 0          | CE              | 0               | 0               | CS                 | 3                  | 0                  |             | -           | -           | 12     | 0      |
| Totale carriera | Totale carriera | Totale carriera | 22         | 1          |                 | 2               | 0               |                    | 5                  | 0                  |             | -           | -           | 29     | 1      |

## Palmarès

### Club

#### Competizioni internazionali
- Coppa Sudamericana: 1

LDU Quito: 2023

#### Competizioni nazionali
- Campionato ecuadoriano: 1

LDU Quito: 2023